# Wenzhou
Wenzhou is een grote havenstad en stadsprefectuur in Volksrepubliek China in de oostelijke provincie Zhejiang. Bij de volkstelling van 2020 had de stad 6,6 miljoen inwoners, inclusief de stadsdistricten Cangnan, Longgang, Pingyang, Rui'an, Yongjia en Yueqing. De gehele prefectuur telt 9,6 miljoen inwoners.
Veel Chinezen in Nederland, maar ook in de rest van de EU, komen uit deze Chinese stad en de omringende dorpen. De mensen uit Wenzhou spreken het Wenzhouhua. Het vliegveld van Wenzhou is Wenzhou Longwan International Airport.

## Administratieve indeling
Wenzhou is verdeeld in drie districten, zes arrondissementen en twee arrondissementsteden.
- district Lucheng - 鹿城区 Lùchéng Qū ;
- district Longwan - 龙湾区 Lóngwān Qū ;
- district Ouhai - 瓯海区 Ōuhǎi Qū ;
- arrondissement Yongjia - 永嘉县 Yǒngjiā Xiàn ;
- arrondissement Wencheng - 文成县 Wénchéng Xiàn ;
- arrondissement Pingyang - 平阳县 Píngyáng Xiàn ;
- arrondissement Taishun - 泰顺县 Tàishùn Xiàn ;
- arrondissement Dongtou - 洞头县 Dòngtóu Xiàn ;
- arrondissement Cangnan - 苍南县 Cāngnán Xiàn.
- arrondissementstad Rui'an - 瑞安市 Ruì'ān Shì ;
- arrondissementstad Yueqing - 乐清市 Yuèqīng Shì ;

## Geschiedenis
Wenzhou, ook bekend onder de naam Yongjia (永嘉) was in 2000 voor Christus al bekend om zijn pottenbakkerijen. Yongjia is sinds 21 september 1949 een district van de stadsagglomeratie Wenzhou. Tijdens de Tweede Wereldoorlog was Wenzhou een belangrijke strategische haven, omdat het niet onder Japanse controle was. Wenzhou heeft sinds 1990 een eigen luchthaven, Wenzhou Yongqiang Airport genaamd.

## Economie
Wenzhou voert levensmiddelen, thee, wijn, jute, hout, papier, Aluniet (een niet-metalen mineraal dat wordt gebruikt om aluin en meststof te maken) uit. De hoofdindustrieën zijn voedselverwerking, papierfabricage, bouwmaterialen en de productie van machines voor het landbouwbedrijf. In de jaren 90 zijn elektrische consumentenproducten ook een belangrijke industrie geworden in Wenzhou. Sinds 1994 is de exploratie voor olie en het aardgas in de Oost-Chinese Zee, ongeveer 100 km van de kust van Wenzhou, begonnen.
De autochtone Wenzhounezen staan in China bekend om hun handelsgeest. Wenzhou is lang genegeerd door de centrale overheid in Peking, waardoor de stad bijvoorbeeld geen subsidie kreeg voor zijn ontwikkeling. De economische ontwikkeling verschilt met die van andere Chinese steden, zoals Shanghai, vanwege het ontbreken van subsidies van de staat en het ontbreken van directe buitenlandse investeringen. Ondanks dit feit, heeft de stad zich ontwikkeld tot een van China's rijkste steden. Wenzhou wordt ook wel de geboorteplaats van China's vrijemarkteconomie genoemd. De laatste jaren heeft de stad het aantrekken van directe buitenlandse investeringen als een van de belangrijkste prioriteiten gesteld.

## Taal en cultuur
In Wenzhou spreken de mensen, net als in Hangzhou en Shanghai, Wu. De variant die in Wenzhou gesproken wordt, het Wenzhouhua verschilt echter van de taal die in bijvoorbeeld Shanghai wordt gesproken, waardoor Shanghainezen de taal die in Wenzhou wordt gesproken niet of moeilijk kunnen verstaan. De taal ontleent haar identiteit aan het geografische isolement van de stad en aan de vermenging met het Minnanyu uit de naburige provincie Fujian. Tegenwoordig wordt in Wenzhou op school in het Mandarijn les gegeven. In China is het Standaardmandarijn de officiële taal. Wenzhou staat bekend om zijn lekkernijen uit de zee, maar ook gerechten zoals eendentong staan op het menu.

## Geboren

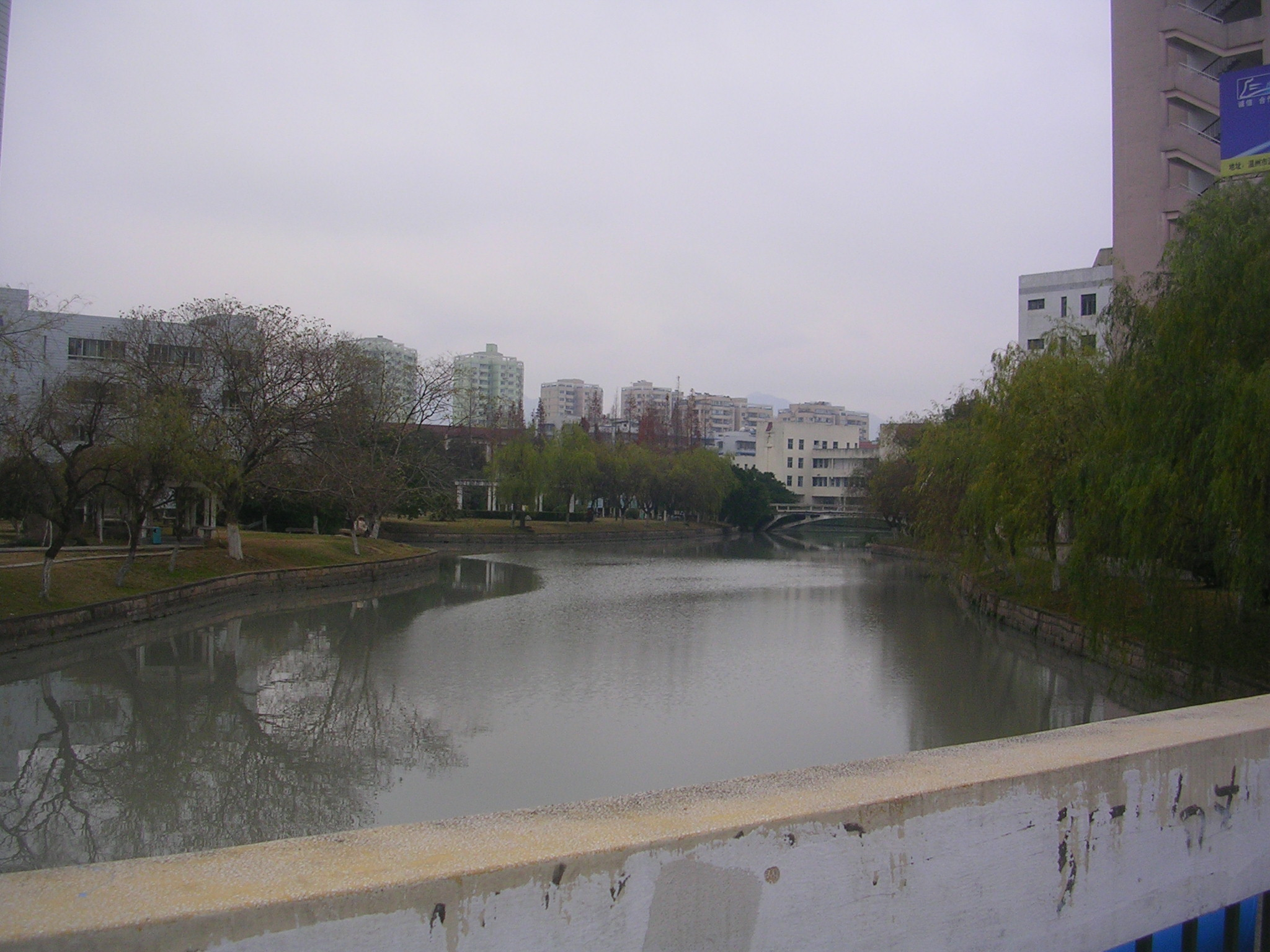
Wenzhou

- Chengkuai Wang (1995), voetballer
- Pan Zhanle (2004) zwemmer